# 2800
2800(이천팔백)은 2799보다 크고 2801보다 작은 자연수다.

## 수학
- 합성수로, 그 약수는 총 30개다. (1, 2, 4, 5, 7, 8, 10, 14, 16, 20, 25, 28, 35, 40, 50, 56, 70, 80, 100, 112, 140, 175, 200, 280, 350, 400, 560, 700, 1400, 2800)
  - 2800의 진약수의 합은 4888이므로, 2800은 과잉수다.
- {\displaystyle 2800=6^{3}+7^{3}+8^{3}+9^{3}+10^{3}}
  - 연속하는 자연수 5개의 세제곱합으로 나타낼 수 있으며, 이 성질을 지닌 앞의 수는 1925, 다음 수는 3915다.
- {\displaystyle 43^{4}-1}은 2800으로 나누어떨어진다.

## 과학·기술
- NGC 2800(영어판): 큰곰자리 방향에 있는 타원은하.
- 피아트 2800(영어판): 피아트의 승용차.

## 군사
- 노르 2800(영어판, 프랑스어판): 노르 항공(영어판)에서 제작한 훈련용 단엽기.

## 기타
- 연도: 2800년, 기원전 2800년
- 2800 폴라 웨이(영어판): 미국 워싱턴주 리칠랜드에 있는 냉동 창고.

## 같이 보기
- 2000